# Dacrydium angulare
Dacrydium angulare is een tweekleppigensoort uit de familie van de Mytilidae. De wetenschappelijke naam van de soort is voor het eerst geldig gepubliceerd in 1983 door Ockelmamm.